# Kant et la liberté
La liberté est un des concepts fondamentaux de la philosophie d'Emmanuel Kant. La philosophie kantienne définit la liberté comme une Idée cosmologique résultant de l'élévation à l'inconditionné de la catégorie de causalité. Le problème de la liberté est soulevé par Kant dans trois de ses textes majeurs : la Critique de la raison pure (1781), les Fondements de la métaphysique des mœurs (1785), et la Critique de la raison pratique (1788). Il en parle également dans son texte de 1784, Qu'est-ce que les Lumières ?.

## Concept
Kant définit la liberté comme une Idée cosmologique résultant de l'élévation à l'inconditionné de la catégorie de causalité. Autrement dit, la liberté « constitue le concept de la spontanéité absolue de l'action, comme fondement de l'imputabilité de cette action ».
Il distingue la liberté transcendantale (la causalité absolument pensée) de la liberté pratique (l'autonomie de la volonté). Dans la Critique de la raison pure, le problème de la liberté est l’objet de la troisième antinomie de la raison pure, qui oppose la causalité déterminée et la causalité libre. Cette antinomie se résout en montrant que la liberté est logiquement non-contradictoire si l’on distingue le monde sensible et le monde intelligible, c'est-à-dire si l'on distingue le phénomène et la chose en soi, l'empirique et l'intelligible. En effet, un acte peut à la fois avoir un caractère empirique, c'est-à-dire que comme phénomène il est déterminé, et un caractère intelligible, c'est-à-dire qu'il permet de le considérer comme libre.
Par exemple, un mensonge peut être considéré tout à la fois, d'un point de vue empirique, comme un phénomène déterminé (par une série de causes antérieures qui ont mené le menteur à mentir), mais du point de vue intelligible, le menteur étant un sujet libre doué de raison, c'est lui qui a déterminé le fait de dire un mensonge.
Kant considère la liberté comme la question de fond de la philosophie et la clef de voûte de son système. La liberté transcendantale est incompréhensible, et est par conséquent un postulat de la raison pratique (avec l'immortalité de l'âme et l'existence de Dieu).

## Applications

### Liberté et moralité
Kant assimile liberté et moralité : « Une volonté libre et une volonté soumise à des lois morales sont par conséquent une seule et même chose ». Kant nous dit donc que nous sommes libres uniquement quand nous agissons moralement, c'est-à-dire indépendamment de toute inclination sensible. Il s’agit d’une propriété de la causalité des êtres raisonnables de pouvoir agir indépendamment de toute cause déterminante étrangère à elle.
La critique de la raison pratique distingue dans la liberté une part de libre-arbitre, qui consiste pour l’homme à opter pour ou contre la loi morale. La liberté est une idée transcendantale pratiquement vérifiée et réalisée, mais elle fait également l’objet d’un postulat de la raison pratique. Ce postulat de la raison pratique insiste sur l’idée de liberté comme confiance dans ma puissance  de produire ici bas la vertu, préparant par là l’avènement du souverain bien. Ce postulat tranche avec la liberté conçue comme propriété de l’agent moral nouménal, en inscrivant dans le temps cette idée de liberté comme effort. La doctrine de la vertu définit ainsi la vertu comme le courage moral avec lequel nous résistons aux penchants de la nature sensible pour n’obéir qu’à la seule loi morale.
En résumé, Kant affirme que c’est par la loi morale, uniquement, que je me sais libre. La liberté passe par l'auto-contrainte à une loi instituée par soi. La liberté kantienne est en effet étroitement liée à la notion d’autonomie (loi à soi-même) : ainsi, la liberté relève de l’obéissance à une loi que je me suis moi-même créée. Il s’agit par conséquent d’un respect à ses engagements, d’une conformité à soi.

### Liberté et philosophie du droit
Kant mobilise le concept de liberté dans sa Doctrine du droit afin de fonder la culpabilité en droit. Il s'agit d'un volet de la philosophie du droit de Kant. La culpabilité n'a lieu que parce qu'il y a eu une « liberté de son arbitre ». Dans la Métaphysique des mœurs, il écrit que l'imputation (au sens moral) est « le jugement par lequel quelqu'un est tenu pour l'auteur (cause libre) d'une action qui dès lors s'appelle le fait et tombe sous la loi ».

### Liberté et respect de la loi
Il peut sembler contradictoire que la liberté réside dans le respect de la loi, car cette dernière est souvent perçue comme, précisément, une obligation, une contrainte, et non comme un facteur de liberté. Kant soutient que la liberté ne peut résider dans le fait de suivre ses envies personnelles, quand bien même leur réalisation ne serait pas au détriment des autres ; la liberté réside dans la faculté à se créer une loi et à y adhérer par sa volonté. Kant s'inspire là de Rousseau, qui écrivait que « l’impulsion du seul appétit est esclavage et l’obéissance à la loi qu’on s’est prescrite est liberté ».

### Liberté et éducation
Comme beaucoup de philosophes de son temps, Kant est un penseur de l'éducation. Il cherche à déterminer quelle éducation permet de « concilier la soumission à la contrainte légale avec la capacité à se servir d’une liberté ». Il conclut que l'éducation est d'abord une éducation à la liberté de se diriger soi, c'est-à-dire à l'autonomie. La liberté ne peut être accomplie que dans le respect de la loi.